# Georges-Louis Rebattet
Georges-Louis Rebattet, né le 19 juillet 1907 à Paris et mort dans la même ville le 19 mars 1976, est un militaire, fonctionnaire et résistant français, compagnon de la Libération. 

## Biographie

### Jeunesse et formation
Georges-Louis Rebattet naît le 19 juillet 1907 dans le 11e arrondissement de Paris d'un père négociant qui meurt peu de temps après sa naissance. Il effectue ses études secondaires au lycée Hoche de Versailles puis intègre l'École des hautes études commerciales en 1924. En 1927, il effectue son service militaire au 5e régiment de cuirassiers puis entre à l'école de cavalerie de Saumur en tant qu'élève officier de réserve. Sorti sous-lieutenant de réserve en 1928, il retourne à la vie civile en occupant divers postes dans le secteur du commerce. Cependant, il reste particulièrement actif dans le monde militaire en dirigeant l'escadron de Versailles, société de préparation militaire pour la cavalerie et en fondant en 1935 le centre de perfectionnement des sous-officiers de réserve de Versailles.

### Seconde Guerre mondiale
Directeur des ventes dans une société commerciale au début de la mobilisation de 1939, Georges-Louis Rebattet est rappelé sous les drapeaux et affecté comme lieutenant au 28e groupe de reconnaissance de division d'infanterie où il commande un peloton du 1er escadron hippomobile. Après la drôle de guerre, il participe à la bataille de France lors de laquelle il est cité à l'ordre de l'armée pour avoir protégé le repli d'un groupe d'artillerie le 8 juin 1940. Après l'armistice du 22 juin 1940, il est démobilisé en septembre suivant et entre dans l'administration du régime de Vichy tout en songeant déjà à rejoindre la résistance. Chef de l'école des cadres de l'organisation « Compagnons de France », il dirige ensuite la section tunisienne de cette même organisation en 1941 avant d'en devenir le vice-président. Farouchement ant-nazi, il inculque cet esprit aux hommes qu'il encadre et noue ses premiers contacts avec les réseaux de résistance.
Il entre ainsi en contact, en avril 1942, avec Maxime Blocq-Mascart de l'Organisation civile et militaire puis avec Pierre de Bénouville. Ce dernier le présente à Henri Frenay, chef du mouvement Combat auquel Georges-Louis Rebattet adhère en septembre 1942. Sous le pseudonyme de « Cheval », il est officier de liaison auprès des mouvements de résistance de la zone occupée. Membre-clé du réseau Service National Maquis qui prend en charge les réfractaires du STO pour les former et en faire des maquisards, il en prend la tête en décembre 1943 puis est promu colonel FFI,. En mars 1944, il intègre le comité directeur du Mouvement de libération nationale en tant que représentant de « Combat » et est également membre du comité d'action militaire du Conseil national de la Résistance,. Il cesse cette dernière activité un mois plus tard pour devenir responsable de la coordination des FFI dans les régions R3, R4, R5 et R6 (Languedoc, Midi-Pyrénées, Limousin, Auvergne). En plus de ses fonctions de commandement et d'organisation, il participe ponctuellement aux combats, notamment lors de la bataille du Mont Mouchet.
À la fin de l'année 1944, il est chargé de l'intégration des combattants FFI au sein de la 1re armée du général de Lattre de Tassigny dont il devient l'adjoint au début de 1945. Il sert ensuite au cabinet militaire de la mission de liaison et d'inspection mobile de l'armée.

### Après-Guerre
Georges-Louis Rebattet reste membre de la mission militaire de liaison jusqu'en 1947, date à laquelle il est démobilisé. Entrant en politique, il est membre de l'UDSR et devient directeur de cabinet de Pierre Bourdan, ministre de la jeunesse, des arts et des lettres. Partisan de l'unité européenne, il est secrétaire général du Mouvement européen de 1947 à 1955. Il devient ensuite président du consortium audiovisuel international puis président-directeur-général des Actualités françaises. Par la suite, il est directeur du centre national de l'UNR puis conseiller culturel à l'ambassade de France à Belgrade de 1974 à 1975.
Georges-Louis Rebattet meurt le 19 mars 1976 dans le 13e arrondissement de Paris. Après des obsèques célébrées en l'église Saint-Louis-des-Invalides, il est inhumé au cimetière du Montparnasse.

## Décorations
|  |  |  |
|  |  |  |
|  |  |  |

| Commandeur de la Légion d'Honneur                   | Commandeur de la Légion d'Honneur                   | Commandeur de la Légion d'Honneur                   | Compagnon de la Libération Par décret du 24 mars 1945 | Compagnon de la Libération Par décret du 24 mars 1945 | Compagnon de la Libération Par décret du 24 mars 1945 | Commandeur de l'Ordre national du Mérite                      | Commandeur de l'Ordre national du Mérite                      | Commandeur de l'Ordre national du Mérite                      |
| Croix de guerre 1939-1945 (France) Avec deux palmes | Croix de guerre 1939-1945 (France) Avec deux palmes | Croix de guerre 1939-1945 (France) Avec deux palmes | Médaille de la Résistance française                   | Médaille de la Résistance française                   | Médaille de la Résistance française                   | Croix du combattant volontaire Avec agrafe "Guerre 1939-1945" | Croix du combattant volontaire Avec agrafe "Guerre 1939-1945" | Croix du combattant volontaire Avec agrafe "Guerre 1939-1945" |
| Croix du combattant volontaire de la Résistance     | Croix du combattant volontaire de la Résistance     | Croix du combattant volontaire de la Résistance     | Croix des services militaires volontaires             | Croix des services militaires volontaires             | Croix des services militaires volontaires             | Croix de guerre 1939-1945 (Tchécoslovaquie)                   | Croix de guerre 1939-1945 (Tchécoslovaquie)                   | Croix de guerre 1939-1945 (Tchécoslovaquie)                   |